# Weverson Leandro Oliveira Moura
Weverson Leandro Oliveira Moura, född 12 maj 1993, är en brasiliansk fotbollsspelare som spelar för Kashima Antlers.
Leandro spelade 1 landskamp för det brasilianska landslaget.